# Бык (приток Самары)
Бык (укр. Бик) — река на Украине, левый приток Самары. Протекает на северо-западе Донецкой области и востоке Днепропетровской области. Длина реки — 101 км.
Впадает в Самару возле посёлка городского типа Петропавловка.
Правый приток — Сухой Бычок. Левые притоки: Водная, Гришинка и Ковалиха.
Вдоль реки расположены посёлки городского типа Святогоровка, Петропавловка и сёла Анновка, Криворожье, Славянка, Троицкое, Самарское.
К югу от реки Бык, в её верховье расположен город Доброполье.